# Костин, Яков Дмитриевич
Яков Дмитриевич Костин (20 октября 1917, Бакалы, Уфимская губерния — 20 сентября 1993, Бакалы, Башкортостан) — миномётчик 2-й миномётной роты; командир отделения стрелковой роты 1234-го стрелкового полка 370-й стрелковой дивизии 69-й армии 1-го Белорусского фронта, младший сержант, Полный кавалер ордена Славы.

## Биография
Яков Дмитриевич Костин родился 20 октября  1917 года в селе Бакалы (ныне — Бакалинского района Башкирии) в крестьянской семье.
Татарин. Член ВКП(б)/КПСС с 1947 года. Окончил Куюргазинский сельскохозяйственный техникум в посёлке городского типа Ермолаево. Работал ветеринарным врачом в селе Бакалы.
В Красную Армию призван в сентябре 1938 года Бакалинским райвоенкоматом Башкирской АССР. В 1938—1940 годах служил в пограничных войсках НКВД СССР, принимал участие в боях против японских милитаристов в районе озера Хасан в 1938 году.
Начало Великой Отечественной войны пограничник Я. Д. Костин встретил на Дальнем Востоке . В ноябре 1941 года воевал в составе 11-й пограничной дивизии под городом Можайском.
В боях под Москвой Яков Костин получил тяжёлое ранение, а после выписки из госпиталя получил заключение врачей: «Не годен к строевой службе». В 1943 году после настойчивых рапортов был направлен в действующую армию. Воевал на степном, 2-м и 1-м Белорусском фронтах, дойдя с боями до реки Эльбы.
В 1945 году старшина Я. Д. Костин демобилизован. Вернулся на родину — в Башкирию, работал ветеринарным техником сельскохозяйственного отдела исполкома Бакалинского районного Совета депутатов трудящихся, столяром в райпромбыткомбинате в селе Бакалы.
Скончался 20 сентября 1993 года. Похоронен в селе Бакалы.

## Подвиг
Рядовой миномётной роты 1234-го стрелкового полка (370-я стрелковая дивизия, 69-я армия, 1-й Белорусский фронт) Яков Костин с миномётным расчётом 18 июля 1944 года оказывал огневую поддержку наступающим подразделениям в бою в районе деревни Тивалы Владимир-Волынской области Украины и нанёс противнику урон в живой силе. Когда миномёт вышел из строя, красноармеец Костин из снайперской винтовки уничтожил свыше десяти гитлеровских солдат и офицеров.
Указом Президиума Верховного Совета СССР от 5 августа 1944 года за образцовое выполнение заданий командования в боях с немецко-фашистскими захватчиками красноармеец Костин Яков Дмитриевич награждён орденом Славы 3-й степени.
В составе стрелкового отделения 5 февраля 1945 года Яков Костин одним из первых форсировал реку Одер в районе города Фюрстенберг и участвовал в захвате плацдарма. 6 февраля 1945 года Костин поднял в атаку бойцов отделения, которые перерезали шоссейную дорогу на направлении города Клессин. В бою уничтожил свыше десяти вражеских пехотинцев.
Указом Президиума Верховного Совета СССР от 27 марта 1945 года за образцовое выполнение заданий командования в боях с немецко-фашистскими захватчиками красноармеец Костин Яков Дмитриевич награждён орденом Славы 2-й степени.
Командир отделения стрелковой роты 1234-го стрелкового полка (370-я стрелковая дивизия, 69-я армия, 1-й Белорусский фронт) младший сержант Яков Костин в боях в районе населённого пункта Маттель-Мюлень (Германия) 16 апреля 1945 года в числе первых ворвался в траншею врага и уничтожил пять вражеских солдат. Участвовал в захвате в плен двенадцати гитлеровцев.
Указом Президиума Верховного Совета СССР от 31 мая 1945 года за образцовое выполнение заданий командования в боях с немецко-фашистскими захватчиками младший сержант Костин Яков Дмитриевич награждён орденом Славы 1-й степени, став полным кавалером ордена Славы.

## Награды
Награждён орденом Отечественной войны 1-й степени, орденами Славы 1-й, 2-й и 3-й степени, медалями.

## Память
Именем полного кавалера ордена Славы Я. Д. Костина названа улица в селе Бакалы.